# 알렉세이 페트로비치 황태자
알렉세이 페트로비치 로마노프 황태자(러시아어: Алексей Петрович Романов, 1690년 2월 28일 ~ 1718년 7월 7일)는 러시아 제국의 황태자이다.

## 생애
표트르 1세 황제와 예브도키야 로푸히나 황후의 첫째 아들로 태어났으며 나중에 황태자 칭호를 받았다. 1703년에는 아버지를 따라 포병연대가 주둔하고 있던 전쟁터에 나섰고 1704년에는 나르바 생포 작전에 동참했다. 알렉세이는 이 때까지 황태자로서의 능력에 대해 높은 평가를 받았다.
표트르 1세는 그의 아들과 후계자들이 새로운 러시아를 위해 헌신하기를 원했기 때문에 러시아의 새로운 부와 권력을 유지하기 위한 끊임 없는 노동을 요구했다. 표트르 1세가 바쁜 일정을 이유로 돌볼 시간이 없었기 때문에 알렉세이는 몇몇 반동분자들과 성직자들의 손에서 자라게 된다. 그들은 알렉세이에게 표트르를 증오하고 그의 죽음을 기원했다.
1708년 표트르 1세는 알렉세이를 스몰렌스크로 파견하여 음식과 병사를 제공했고 스웨덴의 칼 12세 국왕에 대응하기 위해 모스크바로 파견했다. 1709년에는 드레스덴에서 프랑스어, 독일어, 수학, 요새화 수업을 받았고 1711년 10월 14일에는 토르가우에서 샤를로테 크리스티네 폰 브라운슈바이크볼펜뷔텔 공녀와 결혼했다. 알렉세이는 샤를로테와 결혼하는 조건으로 알렉세이의 아이들은 정교회 신자로 성장하는 동안에 샤를로테는 개신교 신자로 남는 것을 허용했다. 이 내용은 알렉세이의 추종자들이 반대했던 합의 내용이었다.
샤를로테 황태자비와의 결혼 생활은 초반 6개월은 잘 되었지만 6개월 만에 실패로 돌아가고 만다. 알렉세이는 생전에 술에 취했던 경우가 많았으며 자신만의 저택을 따로 지으면서 샤를로테를 무시했다고 전해진다. 알렉세이는 샤를로테와의 사이에서 1남 1녀를 두었지만 샤를로테는 1715년 10월 표트르 2세를 출산한 이후에 사망하고 만다.
알렉세이는 표트르 1세의 서구화 정책에 반발했을 정도로 아버지와의 반목이 극심했다. 표트르 1세는 알렉세이의 황태자 자격을 박탈하고 수도원으로 추방시키려는 계획을 세웠다. 알렉세이는 1716년 가을에 오스트리아 빈으로 탈출했지만 1717년 10월 표트르 1세가 파견한 특사에 의해 생포되어 강제로 러시아로 끌려가게 된다.
알렉세이가 자신을 폐위시키려는 음모를 꾸몄다고 판단한 표트르 1세는 알렉세이에 대한 심문을 진행했다. 알렉세이는 재판에서 내란 모의 혐의로 사형을 선고받으면서 황태자 자격을 박탈당했고 상트페테르부르크 요새에서 극심한 고문을 받으면서 사망하게 된다. 알렉세이의 생모였던 예브도키야 황후는 간통 혐의로 몰려 수도원으로 추방당했고 알렉세이를 지지하던 측근들은 반동분자로 몰려 처형당했다.

## 자녀
| 사진 | 이름                         | 생일             | 사망                   | 기타              |
| ---- | ---------------------------- | ---------------- | ---------------------- | ----------------- |
|      | 나탈리야 알렉세예브나 여대공 | 1714년 7월 21일  | 1728년 11월 21일(14세) | 요절              |
|      | 표트르 2세                   | 1715년 10월 23일 | 1730년 1월 30일(14세)  | 차르위 계승, 요절 |

## 사진

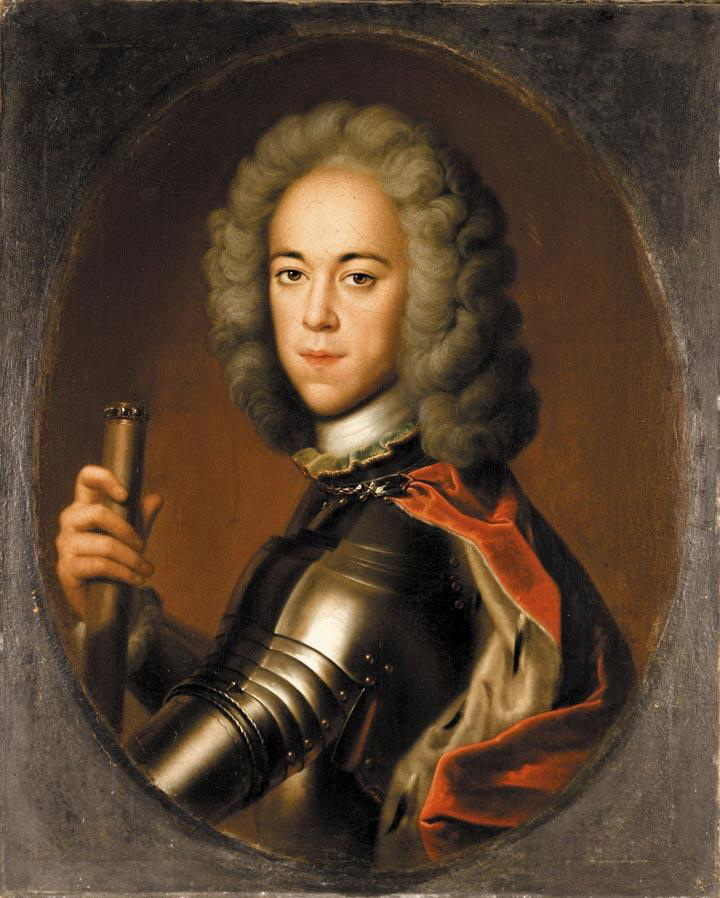
크리스토프 베른하르트 프랑케(Christoph Bernhard Francke)가 제작한 알렉세이 황태자의 초상화
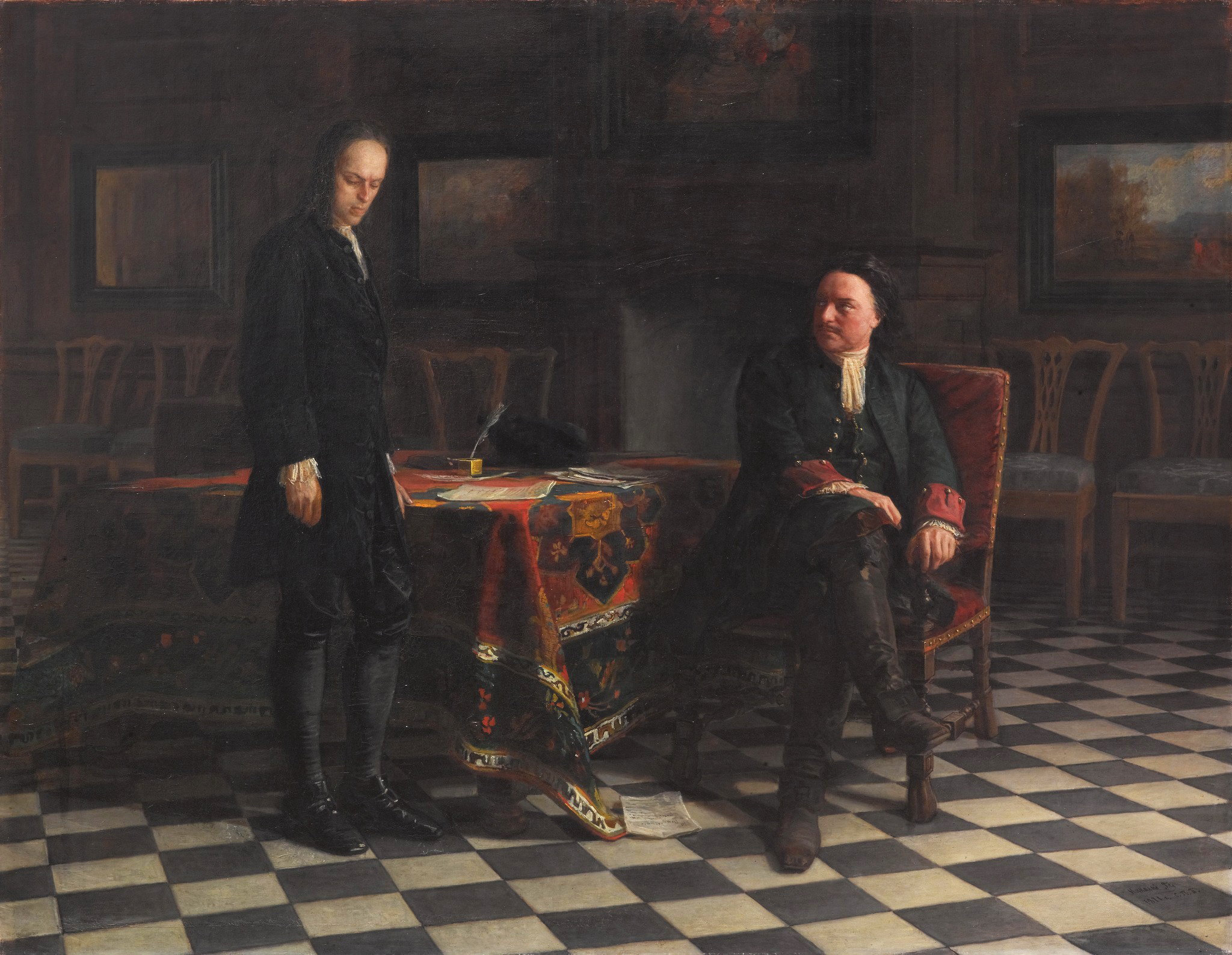
니콜라이 게(Nikolai Ge)의 그림 《알렉세이 황태자를 심문하고 있는 표트르 대제》 (1871년 제작)